# Флаг Невады
Флаг Нева́ды (англ. Flag of Nevada) — один из официальных символов американского штата Невада.

## Описание
Фон флага выполнен в кобальтовом синем цвете. В крыже изображён венок из двух побегов полыни с пересекающимися у основания стеблями. Внутри венка изображена пятиконечная звезда, один из концов которой направлен вверх. Под звездой равноудалёнными буквами полукругом написано слово «Nevada». Над венком между верхушками побегов протянута лента с девизом «Рождённая в битве» (англ. Battle Born). Лента и слово «Nevada» окрашены в жёлто-золотой цвет. Буквы на ленте выполнены в чёрном цвете прописными буквами шрифтом sans serif gothic.

## История
Первый флаг Невады был разработан в 1905 году губернатором Джоном Спарксом и полковником Гарри Дейем. Сверху и снизу на флаге располагались названия главных природных ресурсов штата, серебра (англ. Silver) и золота (англ. Gold). В центре флага было написано слово «Nevada». Кроме того, на флаге присутствовало 36 золотых и серебряных звёзд, символизировавших вступление Невады в состав Соединённых Штатов 36-й по счёту. Ни единого экземпляра флага первоначального варианта не сохранилось. В 1915 году жительницей Карсон-Сити Кларой Крислер был разработан новый вариант флага. Он имел синий фон и содержал в центре герб с печатью штата. Над гербом располагалось слово «Nevada», под ним — девиз «Всё для нашей страны» (англ. All for Our Country). Надписи были окружены полукругами из 18 звёзд. Флаг был выполнен в более чем 35 цветах. Это сказалось на высокой цене его производства. В связи с этим в штате был проведён конкурс на новый дизайн флага, который обходился бы дешевле в производстве. По итогам конкурса в 1929 году был выбран вариант, предложенный неким Доном Шеллбахом III (англ. “Don” Shellbach III). Неизменным в новом флаге остался лишь синий фон. В крыже был изображён венок из двух побегов полыни, цветка-символа штата. Над венком была изображена лента с девизом англ. Battle Born, что символизировало создание штата во время гражданской войны. Внутри венка заключена пятиконечная звезда, между лучами которой в радиальном направлении нанесены буквы слова «Nevada». Подобное написание слова было не изначальной задумкой автора, но ошибкой, допущенной легислатурой штата. Этот вариант флага использовался вплоть до 1991 года, когда сенатор Уильям Раджио внёс поправку об изменении написания слова «Nevada».
Согласно опросу, проведённому в 2001 году Североамериканской вексиллологической ассоциацией, флаг Невады занял 55 место среди 72 флагов штатов США, территорий США и канадских провинций.
В опросе приняли участие 100 членов самой ассоциации и свыше 300 поклонников вексиллологии из 20 стран, оценивавших дизайн флагов по 10-балльной системе.